# 京極夏彦
京極 夏彦（きょうごく なつひこ、1963年〈昭和38年〉3月26日 - ）は、日本の小説家・グラフィックデザイナー・アートディレクター。
北海道小樽市出身。北海道倶知安高等学校卒業、専修学校桑沢デザイン研究所中退。株式会社ラクーンエージェンシー所属。公式サイト「大極宮」も参照。
世界妖怪協会・世界妖怪会議評議員（肝煎）、関東水木会会員、東アジア恠異学会会員。「怪談之怪」発起人の一人。

## 略歴
北海道小樽市生まれ。グラフィックデザイナー・アートディレクターとして桑沢デザイン研究所を経て広告代理店に勤務し、制作部副部長となる。体調不良によりやむなく退職し、その関連で知り合った関係者と共に独立して小さなデザイン会社を設立。
しかし、バブル崩壊後の不景気で会社の仕事はあまりなく底冷えが続く。そんな中で思いついた企画書をいくつか作った後の暇な時間に、何となく小説『姑獲鳥の夏』を書いた。そして休日に出かける金もない1994年のゴールデンウィークに、「会社で小説書いちゃったから印字代などがもったいない」という軽い気持ちで「出来れば原稿に使った用紙とインク代の元だけでも稼げれば」と、威張った編集者に門前払いをされることも期待しながら講談社ノベルスの編集部に電話をかけた。編集者は返事には数カ月から半年かかると伝えたが、箱入りで届いた『姑獲鳥の夏』の原稿を読み始めると、予想外に読みふけり1日で目を通し終え、まず「著名な作家が編集部のリテラシーを試しているイタズラでは」と感じたといい、一方、京極も原稿を送って僅か2日で返事を貰い「まさかのドッキリではないか」と思ったという。この作品は、上記のように仕事の合間の暇つぶしに書かれたもので、小説の執筆は京極にとって初めてのことであった。作品の構想は10年前に考えた漫画のネタという。
原稿を読んだ編集者である唐木厚により、すぐに講談社ノベルスとしての発売が決定した。『狂骨の夢』の発売日（1995年5月）にプロフィール等が解禁され、集英社・中央公論社・新潮社と続々と執筆依頼が舞い込んだ。自分の会社に対して『姑獲鳥の夏』発売時点では、まだ思いがけず本があっさりと発売されたことの恥ずかしさで伝えれずにいたが、講談社からの依頼で『魍魎の匣』執筆に入る段階で隠すのが心苦しくなって事情を話し、さらに『狂骨の夢』発売後には他の出版社からも執筆依頼が殺到し始め、会社での仕事は出来にくくなったため、会社は一旦退職して、しばらくの後に外部スタッフとして仕事も継続することとなった。その後は自身の単行本や出版社の一部の書籍デザインを会社が担当している。
2010年5月28日、日本でのiPad発売と同日に『死ねばいいのに』を電子書籍として発売。また2011年10月14日には四六判・ノベルス・分冊文庫・電子書籍の4形態で『ルー＝ガルー2 インクブス×スクブス 相容れぬ夢魔』を発売。これは出版史上初のことであった。
京極の活動は小説家のみならず、『ゲゲゲの鬼太郎』第4作101話で脚本および自身をモデルにしたゲストキャラ「一刻堂」のキャラクターデザインと声優を担当、『巷説百物語』がテレビアニメ化された際には声優として京極亭役を演じている。また、京極の処女作を原作とした映画『姑獲鳥の夏』では傷痍軍人（水木しげる）役として出演した。親交の深い宮部みゆき、荒俣宏等には、水木しげるの故郷である境港産の松葉ガニを歳暮として贈っている。
2023年3月1日、日本文学振興会が退任した北方謙三の後任として直木賞選考委員への就任をツイッターで発表した。
本格ミステリ作家クラブ会員。日本SF作家クラブ会員だったが2023年2月時点では退会している。
2019年から2023年まで日本推理作家協会代表理事をつとめた。
2025年4月1日付で印刷博物館の第4代館長に就任した。
和服に指ぬき手袋姿がトレードマークで、公の席では必ずその格好で出席している。

## 文学賞受賞・候補歴
- 1995年 - 『鉄鼠の檻』で第9回山本周五郎賞候補。
- 1996年
  - 『魍魎の匣』で第49回日本推理作家協会賞（長編部門）受賞。
  - 『絡新婦の理』で第18回吉川英治文学新人賞候補。
- 1997年 - 『嗤う伊右衛門』で第25回泉鏡花文学賞受賞、第118回直木三十五賞候補。
- 1999年 - 『百鬼夜行――陰』で第21回吉川英治文学新人賞候補。
- 2002年 - 『覘き小平次』で第16回山本周五郎賞受賞、第128回直木三十五賞候補。
- 2003年 - 『後巷説百物語』で第130回直木三十五賞受賞。
- 2007年 - 『邪魅の雫』で第7回本格ミステリ大賞（小説部門）候補[5]。
- 2011年 - 『西巷説百物語』で第24回柴田錬三郎賞受賞。
- 2016年 - 『遠野物語remix』や「えほん遠野物語」シリーズなどで遠野文化賞受賞[6]。
- 2019年 - 第62回埼玉文化賞[7]
- 2022年 - 『遠巷説百物語』で第56回吉川英治文学賞受賞[8]。

## ミステリ・ランキング
- 週刊文春ミステリーベスト10
  - 1994年 - 『姑獲鳥の夏』7位
  - 1995年 - 『魍魎の匣』4位、『狂骨の夢』次点
  - 1996年 - 『鉄鼠の檻』5位、『絡新婦の理』6位
  - 1997年 - 『嗤う伊右衛門』9位
  - 1998年 - 『塗仏の宴』8位
  - 1999年 - 『巷説百物語』29位
  - 2003年 - 『陰摩羅鬼の瑕』9位
  - 2006年 - 『邪魅の雫』8位
  - 2010年 - 『死ねばいいのに』9位
  - 2023年 - 『鵼の碑』3位

- このミステリーがすごい!
  - 1995年 - 『姑獲鳥の夏』7位
  - 1996年 - 『魍魎の匣』4位、『狂骨の夢』9位
  - 1997年 - 『鉄鼠の檻』7位
  - 1998年 - 『絡新婦の理』4位、『嗤う伊右衛門』7位
  - 1999年 - 『塗仏の宴』19位
  - 2000年 - 『巷説百物語』20位
  - 2004年 - 『陰摩羅鬼の瑕』20位
  - 2007年 - 『邪魅の雫』12位
  - 2011年 - 『死ねばいいのに』12位
  - 2024年 - 『鵼の碑』2位
  - 2025年 - 『了巷説百物語』18位

- 本格ミステリ・ベスト10
  - 1997年 - 『鉄鼠の檻』1位、『絡新婦の理』2位
  - 1999年 - 『塗仏の宴』2位
  - 2000年 - 『百鬼徒然袋―雨』14位
  - 2002年 - 『続巷説百物語』28位
  - 2004年 - 『陰摩羅鬼の瑕』5位
  - 2005年 - 『百器徒然袋―風』27位
  - 2007年 - 『邪魅の雫』5位
  - 2024年 - 『鵼の碑』8位

- ミステリが読みたい!
  - 2011年 - 『死ねばいいのに』19位
  - 2024年 - 『鵼の碑』3位
  - 2025年 - 『了巷説百物語』18位

- MRC大賞
  - 2023年 - 『鵼の碑』1位

## 作風
新しい推理スタイル
デビュー作以来続く、京極の代表作と言える百鬼夜行シリーズには、憑物落し（つきものおとし）と同時に推理する、新しいスタイルの探偵が出てくる。装飾部分やサブストーリーに様々な伝承、オカルティズムをふんだんに用いながらも骨格は論理的な謎解きに徹しているため、狭義の推理小説の正道を歩むと同時に、作者いわくの「妖怪小説」とも呼び得るという、特異なシリーズとなっている。横溝正史やディクスン・カーの怪奇趣味が本格推理に従属する装飾にとどまるため、オカルト小説として読む余地がまったく無いのに対し、京極のオカルティズムは本筋とは別に独自の掘り下げが行われるため、本格推理ファン以外の読者も少なくない。また、同シリーズ以外の、ミステリをうたっていない作品の中にも、怪奇現象が実はすべて人為的トリックであったり、古典的怪談に合理的解釈が提示されたり(ただし、それが真実として確定されるわけではない)するものが多い。
分厚いページ数
百鬼夜行シリーズは、（作者独特の文体ゆえか）極めてページ数が多いのも特徴であり、『鉄鼠の檻』で826ページ、『絡新婦の理』で829ページ、『塗仏の宴 宴の支度』『塗仏の宴 宴の始末』で上下巻に分けて1248ページという厚さに達している（以上、全て講談社ノベルス版の数字）。そのため、百鬼夜行シリーズ作品は「レンガ本」「サイコロ本」とも呼ばれており、合作の経験がある漫画家とり・みきには、漫画中の登場人物が京極の本をアコーディオンのように持つという描写をされている。
装幀家
また、作家デビューする以前からグラフィックデザイナー・装幀家としての顔も持っており、綾辻行人の『眼球綺譚』や『フリークス』などではカバーデザインを担当している。
独自のルール
作品の見せ方についても、一つの文がページをまたがることのないように、ページ・見開きの末文で改行するよう構成する（文庫化などで字数が変わるとそれに合わせて適宜改行位置を操作する）など、独特のルールを遵守している。グラフィックデザイナーの血がそうさせるのだとも言われるが、それは読者がページを開いたときの第一印象まで、作家の主体的な制御下に置こうという試みといえる。そのこだわりは、みずからDTPソフトAdobe InDesignを駆使して、全ページのレイアウトをこなして印刷所に入稿するレベルにまで至っているが、個人的なこだわりではなく、本人は、リーダビリティを考慮した読者サービスの一環であり、「小説」と言う商品をよくしようと言う企業努力であると語っている。ただし文字組みに関しては「1ページ破っても読めるように」とも語っている。
共通の世界観
京極の作品は様々な時系列のものがあるが、発表された全ての作品は互いに他の京極作品・シリーズとどこかしらリンクしている（登場人物、作中事件等）。

## 執筆作品

### 小説・物語

#### 百鬼夜行シリーズ
作者のデビュー作から続くシリーズ。
講談社ノベルスより刊行。装幀、表紙妖怪画は辰巳四郎が担当。辰巳の死後、妖怪画は石黒亜矢子が引き継いだ。
講談社文庫版カバーは荒井良製作の紙人形。他に分冊版、愛蔵版が順次刊行されている。
- 長編小説
  - 『姑獲鳥の夏』（1994年9月）
  - 『魍魎の匣』（1995年1月）
  - 『狂骨の夢』（1995年5月）
  - 『鉄鼠の檻』（1996年1月）
  - 『絡新婦の理』（1996年11月）
  - 『塗仏の宴 宴の支度』（1998年3月）
  - 『塗仏の宴 宴の始末』（1998年9月）
  - 『陰摩羅鬼の瑕』（2003年8月）
  - 『邪魅の雫』（2006年9月）
  - 『今昔百鬼拾遺 鬼』（2019年4月） 講談社タイガ
  - 『今昔百鬼拾遺 河童』（2019年5月）角川文庫
  - 『今昔百鬼拾遺 天狗』（2019年6月）新潮文庫
  - 『鵼の碑』（2023年9月）講談社ノベルス・単行本
- 連作小説集
  - 『百鬼夜行――陰』（1999年7月）
  - 『百器徒然袋――雨』（1999年11月）
  - 『今昔続百鬼――雲』（2001年11月）
  - 『百器徒然袋――風』（2004年7月）
  - 『百鬼夜行――陽』（2012年3月）
  - 『今昔百鬼拾遺 月』（2020年8月） - 『今昔百鬼拾遺 鬼』『今昔百鬼拾遺 河童』『今昔百鬼拾遺 天狗』の合本

#### 巷説百物語シリーズ
上記の小説に登場するキャラクターを流用し、江戸期を舞台に「仕掛け」を行う小悪党たちの活躍を描いた作品群。
四六判（カバーの裏に細工あり）・文庫判（カバーは荒井良による造形製作）は角川書店刊、新書判は中央公論新社刊。
- 『巷説百物語』
  - 四六判 1999年8月 ISBN 4-04-873163-7
  - C★NOVELS 2002年2月 ISBN 4-12-500749-7
  - 角川文庫 2003年6月 ISBN 4-04-362002-0
- 『続巷説百物語』
  - 四六判 2001年5月 ISBN 4-04-873300-1
  - C★NOVELS 2003年8月 ISBN 4-12-500816-7
  - 角川文庫 2005年2月 ISBN 4-04-362003-9
- 『後巷説百物語』
  - 四六判 2003年11月 ISBN 4-04-873501-2
  - C★NOVELS 2006年2月 ISBN 4-12-500933-3
  - 角川文庫 2007年4月 ISBN 978-4-04-362004-3
- 『前巷説百物語』
  - 四六判 2007年4月 ISBN 4-04-873769-4
  - C★NOVELS 2009年4月 ISBN 4-12-501070-6
  - 角川文庫 2009年12月 ISBN 978-4-04-362007-4
- 『西巷説百物語』
  - 四六判 2010年7月 ISBN 4-04-874054-7
  - C★NOVELS 2012年8月 ISBN 4-12-501213-X
  - 角川文庫 2013年3月 ISBN 978-4-04-100749-5
- 『遠巷説百物語』
  - 四六判 2021年7月 ISBN 978-4-04-110995-3
  - C★NOVELS 2022年8月 ISBN 4-12-501457-4
  - 角川文庫 2023年2月 ISBN 978-4-04-113109-1
- 『了巷説百物語』
  - 四六判 2024年6月 ISBN 978-4-04-111720-0

#### 江戸怪談シリーズ
古典の怪談を、登場人物などの要素や筋立てを利用して、組み直したもの。おどろおどろしい背景と、男女の現代的視点からの心理描写が精緻な作品群である。
角川文庫版カバーは荒井良による造形製作。
- 『嗤う伊右衛門（わらういえもん）』
  - 中央公論新社 1997年 ISBN 4-12-002689-2
  - C★NOVELS 1999年 ISBN 4-12-500603-2
  - 角川文庫 2001年 ISBN 4-04-362001-2
  - 中公文庫 2004年 ISBN 4-12-204376-X
  - 中央公論新社 2024年 ISBN 4-12-005847-6[10]

※原作は四代目鶴屋南北の『東海道四谷怪談』とその元となった実録小説『四谷雑談集』で筋立ては後者に近い
- 『覘き小平次（のぞきこへいじ）』
  - 中央公論新社 2002年 ISBN 4-12-003308-2
  - C★NOVELS 2005年 ISBN 4-12-500889-2
  - 角川文庫 2008年 ISBN 4-04-362006-3
  - 中公文庫 2012年 ISBN 4-12-205665-9
  - 中央公論新社 2025年 ISBN 4-12-005910-3 [11]

※原作は山東京伝の『復讐奇談安積沼（ふくしゅうきだんあさかのぬま）』
- 『数えずの井戸』
  - 中央公論新社 2010年1月 ISBN 4-12-004090-9
  - C★NOVELS 2013年6月 ISBN 4-12-501251-2
  - 角川文庫 2014年8月 ISBN 4-04-101596-0
  - 中公文庫 2017年8月 ISBN 4-12-206440-6
  - 中央公論新社 2025年9月 ISBN 4-12-005949-9

※原作は岡本綺堂の『番町皿屋敷』

#### ルー=ガルー
当初「女子高生SF小説」として構想が語られていた作品。2010年夏、劇場アニメ公開。
- 『ルー=ガルー 忌避すべき狼』
  - 単行本判 （徳間書店、2001年6月、ISBN 4-19-861364-8）
  - 新書版 （トクマ・ノベルズ、2004年11月、ISBN 4-19-850653-1）
  - ノベルス版（講談社ノベルス、2009年10月、ISBN 978-4-06-182674-8）
  - 分冊文庫版 （講談社文庫、2011年9月、[上]ISBN 978-4-06-276899-3、[下]ISBN 978-4-06-276910-5）
  - 文庫版（講談社文庫、2018年10月 ISBN 978-4-06-513205-0）
- 『ルー＝ガルー2 インクブス×スクブス 相容れぬ夢魔』
  - 単行本判 （講談社、2011年10月、ISBN 978-4-06-217294-3）
  - ノベルス版（講談社ノベルス、2011年10月、ISBN 978-4-06-182755-4）
  - 分冊文庫版 （講談社文庫、2011年10月、[上]ISBN 978-4-06-277082-8、[下]ISBN 978-4-06-277083-5）
  - 文庫版（講談社文庫、2018年11月、ISBN 978-4-06-513207-4）

#### どすこい
小説媒体で、くだらないギャグ小説をというコンセプトの元に執筆された小説。作品タイトルからして他小説のパロディであり、作者名も毎回変名となっていた。それぞれの作品が、忠臣蔵と四十八手を主題にした変奏曲のような構成で、「先に発表された小説は、次の小説内の世界で発行された小説」というウロボロスや「土俵の輪」のような構造を持つなど、遊び心に富んでいる。
扉絵と劇中に登場する4コマ漫画はしりあがり寿が担当しており、単行本、新書、文庫と再発行される度に4コマ漫画が書き直されている（文庫版は単行本、新書分も収録）。また、本文中のセリフも一部が加筆されており、元よりメタフィクション（自己言及）的なギャグがふんだんに含まれていることから、加筆行為そのものをネタにしている部分もある。
集英社刊、文庫版カバーは荒井良による造形製作。
- 連作小説集（集英社刊文芸雑誌『小説すばる』掲載）
  - 『どすこい（仮）（かり）』 2000年 ISBN 4-08-774414-0
  - 『どすこい（安）（やす）』 新書判 2002年 ISBN 4-08-774597-X
  - 『どすこい。』 集英社文庫 2004年 ISBN 4-08-747755-X
    - 「四十七人の力士」：新京極夏彦
    - 「パラサイト・デブ」：南極夏彦
    - 「すべてがデブになる」：N極改め月極夏彦（『すばる』掲載時に途中でペンネームを変えたため）
    - 「土俵(リング)」・でぶせん」：京塚昌彦
    - 「脂鬼」：京極夏場所
    - 「理油（意味不明）」：京極夏彦
    - 「ウロボロスの基礎代謝」：両国踏四股

#### 南極
前述の「どすこい」所収の「すべてがデブになる」の登場人物によるスピンオフ作品。「南極夏彦」なるダメな小説家と周辺の人物が巻き起こす騒動が描かれるギャグ小説「南極探検隊」シリーズをメインとする。メタな描写や特異な仕掛けが多いが、その全てがギャグのために存在するという稀有な小説でもある。コラボ作品以外のタイトルはやはり有名作品のパロディで、最初の3作品のみ「どすこい」同様変名を使っている。
集英社刊
- 連作小説集（集英社刊文芸雑誌『小説すばる』掲載）
  - 『南極(人)』2008年 ISBN 4-08-771274-5
  - 『南極(廉)』新書判 2010年 ISBN 4-08-771384-9
  - 『南極。』集英社文庫 2011年 ISBN 4-08-746772-4
    - 「海で乾いていろ！」：消極的彦
    - 「宍道湖鮫」：京極メキシコ
    - 「夜尿中」：ナッチー京極
    - 「ぬらりひょんの褌」(秋本治×京極夏彦)
    - 「ガスノート」
    - 「探偵がリレーを…」
    - 「毒マッスル海胆ばーさん用米糠盗る」
    - 「巷説ギャグ物語」(赤塚不二夫÷京極夏彦)

#### 厭シリーズ
ホラーでも怪談でもなく、ただ「厭」な気分になる小説をというコンセプトで書かれた連作小説集。各話のリンク、内容と、装丁が一つのメタフィクショナルな仕掛けとして機能している。
- 連作小説集（祥伝社刊文芸雑誌『小説NON』掲載）
  - 『厭な小説』2009年 ISBN 978-4-396-63316-5
  - 『厭な小説』 ノン・ノベル 2011年 ISBN 978-4-396-20891-2
  - 『厭な小説 文庫版』 祥伝社文庫 2012年 ISBN 978-4-396-33783-4
  - 『厭な小説 文庫版』 角川文庫 2020年 ISBN 978-4-04-108445-8
    - 「厭な子供」 1999年 （祥伝社文庫『さむけ』所収、『世にも奇妙な物語』内でドラマ化）
    - 「厭な老人」 1999年
    - 「厭な扉」（『グランドホテル 異形コレクション 9』）
    - 「厭な先祖」 2002年
    - 「厭な彼女」 2008年
    - 「厭な家」 2009年
    - 「厭な小説」 書き下ろし

#### 豆腐小僧シリーズ
- 『豆腐小僧双六道中ふりだし 本朝妖怪盛衰録』 講談社 2003年 ISBN 4-06-212214-6
  - 『文庫版 豆腐小僧双六道中ふりだし』 角川文庫 2010年 ISBN 978-4-04-362008-1
- 『豆腐小僧双六道中おやすみ 本朝妖怪盛衰録』 角川書店 2011年 ISBN 978-4-04-874191-0
  - 『文庫版 豆腐小僧双六道中おやすみ』 角川文庫 2013年 ISBN 978-4-04-100920-8
- 『豆富小僧』 角川つばさ文庫 2011年 ISBN 978-4-04-631151-1
- 『豆腐小僧その他』 角川文庫 2011年 ISBN 978-4-04-362009-8
  - 「豆腐小僧」（『豆富小僧』角川つばさ文庫 2011年を再録）
  - 「狂言 豆腐小僧」（『京極噺六儀集』 ぴあ 2005年より再録）
  - 「狂言 狐狗狸噺（ロングバージョン）」（『京極噺六儀集』 ぴあ 2005年より再録）
  - 「狂言 新・死に神」（『京極噺六儀集』 ぴあ 2005年より再録）
  - 「落語 死に神remix」（『京極噺六儀集』 ぴあ 2005年より再録）

#### 現代怪談シリーズ
- 『旧怪談（ふるい怪談）耳袋より』メディアファクトリー 2007年 ISBN 4-8401-1879-5
  - 『ふるい怪談』 角川つばさ文庫 2013年 ISBN 978-4-04-631374-4
  - 『旧談』 角川文庫 2016年 ISBN 978-4-04-103551-1
- 『幽談』メディアファクトリー 2008年 ISBN 4-8401-2373-X
  - MF文庫ダ・ヴィンチ 2012年 ISBN 978-4-8401-4500-8
  - 角川文庫 2013年 ISBN 978-4-04-101153-9
- 『冥談』メディアファクトリー 2010年 ISBN 4-8401-3235-6
  - 角川文庫 2013年 ISBN 978-4-04-101152-2
- 『眩談』メディアファクトリー 2012年 ISBN 4-8401-4891-0
  - 角川文庫 2015年 ISBN 978-4-04-103552-8
- 『鬼談』KADOKAWA 2015年 ISBN 4-0410-2474-9
  - 角川文庫 2018年2月 ISBN 978-4-04-105737-7
- 『虚談』KADOKAWA 2018年2月 ISBN 978-4-04-105722-3
  - 角川文庫 2021年10月 ISBN 978-4-04-111541-1

#### 遠野物語remix
柳田國男の『遠野物語』を京極夏彦が現代語訳、意訳、説話の収録順をテーマごとに入れ替え、といった「リミックス」したもの。
- 『遠野物語remix』 角川学芸出版 2013年 ISBN 978-4-04-653277-0
  - 『遠野物語remix 付・遠野物語』 角川ソフィア文庫 2014年 ISBN 978-4-04-408322-9
  - 『遠野物語remix』 角川文庫 2014年 ISBN 978-4-04-400318-0
- 『遠野物語拾遺retold』 角川学芸出版 2014年 ISBN 978-4-04-653301-2
  - 『遠野物語拾遺retold 付・遠野物語拾遺』 角川ソフィア文庫 2015年 ISBN 978-4-04-400322-7
  - 『遠野物語拾遺retold』 角川文庫 2015年 ISBN 978-4-04-408330-4

#### 書楼弔堂シリーズ
明治中期の書店・弔堂を舞台に、様々な著名人たちが「人生にふさわしい一冊」に出会っていくという連作短編シリーズ。
- 『書楼弔堂 破暁』集英社 2013年 ISBN 978-4-08-771540-8
  - 集英社文庫 2016年12月 ISBN 978-4-08-745522-9
- 『書楼弔堂 炎昼』集英社 2016年11月 ISBN 978-4-08-771018-2
  - 集英社文庫 2019年11月 ISBN 978-4-08-744043-0
- 『書楼弔堂 待宵』集英社 2023年1月 ISBN 978-4-08-771820-1
- 『書楼弔堂 霜夜』集英社 2024年11月 ISBN 978-4-08-771876-8

#### ヒトでなしシリーズ
- 『ヒトでなし 金剛界の章』 新潮社 2015年 ISBN 978-4-10-339611-6
  - 新潮文庫 2019年2月 ISBN 978-4-10-135352-4
- 『ヒトごろし』 新潮社 2018年 ISBN 978-4-10-339612-3
  - ヒトでなしシリーズの前段という位置づけにある。
  - 新潮文庫（上）2020年10月 ISBN 978-4-10-135354-8
  - 新潮文庫（下）2020年10月 ISBN 978-4-10-135355-5

#### 虚実妖怪百物語シリーズ
- 『虚実妖怪百物語 序』KADOKAWA 2016年 ISBN 978-4-04-104776-7
  - 角川文庫 2018年12月 ISBN 978-4-04-107431-2
- 『虚実妖怪百物語 破』KADOKAWA 2016年 ISBN 978-4-04-104778-1
  - 角川文庫 2018年12月 ISBN 978-4-04-107432-9
- 『虚実妖怪百物語 急』KADOKAWA 2016年 ISBN 978-4-04-104781-1
  - 角川文庫 2018年12月 ISBN 978-4-04-107433-6
- 『虚実妖怪百物語 序／破／急』角川文庫 2018年12月 ISBN 978-4-04-107434-3 - 上記3冊の合巻版

#### その他小説・物語
- 『死ねばいいのに』 講談社 2010年 ISBN 4-0621-6172-9
  - 講談社文庫 2012年 ISBN 978-4-06-277351-5

今時の青年を狂言回しとし、その視点を通して、市井の人々のコミュニケーション不全を描写する作品。iPadの電子ブック版がほぼ同時に半額以下で発売されて話題になった。

- 『オジいサン』 中央公論新社 2011年 ISBN 4-1200-4209-X
  - 中公文庫 2015年 ISBN 978-4-12-206078-4
  - 角川文庫 2019年 ISBN 978-4-04-108444-1
- 『虚言少年』 集英社 2011年 ISBN 4-0877-1407-1
  - 集英社文庫 2014年 ISBN 978-4-08-745224-2
- 『狐花 葉不見冥府路行』 KADOKAWA 2024年7月 ISBN 978-4-04-115209-6
  - 角川ホラー文庫 2024年12月 ISBN 978-4041152065

「百鬼夜行シリーズ」の主人公、中禅寺秋彦の曽祖父・中禪寺洲齋の物語。松本幸四郎が主演の歌舞伎のために書き下ろした作品。
- 『病葉草紙』 KADOKAWA 2024年8月 ISBN 978-4-16-391867-9

『前巷説百物語』に登場する本草学者・久瀬棠庵の若き日を描いた連作集。

#### 選集
- 百鬼夜行シリーズ
  - 『金田一耕助に捧ぐ九つの協奏曲』角川書店 2002年 ISBN 4-048-73362-1／角川文庫 2012年 ISBN 4-041-00572-8
    - 「無題」 （『陰摩羅鬼の瑕』より抜粋）

  - 『eRotica』（e-NOVELS 編）講談社 2004年 ISBN 4-062-12289-8
    - 「大首 妖怪小説百鬼夜行第拾弐夜」 （『百鬼夜行――陽』収録）
- 厭シリーズ
  - 『グランドホテル 異形コレクション 9』 （井上雅彦 監） 廣済堂文庫 廣済堂出版 1999年 ISBN 4-331-60734-8
    - 「厭な扉」 （『厭な小説』収録）

  - 『さむけ』 祥伝社文庫 1999年 ISBN 4-396-32683-1
    - 「厭な子供」 （『厭な小説』収録）
- 現代怪談シリーズ
  - 『エロティシズム12幻想』 （津原泰水 監） エニックス 2000年 ISBN 4-7575-0166-8
  - 『エロティシズム12幻想』 （津原泰水 監） 講談社文庫 2002年 ISBN 4-06-273393-5
    - 「鬼交（きこう）」 （『鬼談』収録）

  - 『稲生モノノケ大全 陽之巻』 （東雅夫 編） 毎日新聞社 2005年 ISBN 4-620-10695-X
    - 「旧耳袋 もう臭わない」 （『旧怪談 耳袋より』収録）

  - 『怪談実話系 書き下ろし怪談文芸競作集』 （『幽』編集部 編） メディアファクトリー 2008年 ISBN 4-840-12347-0
    - 「成人」 （『幽談』収録）

  - 『怪談実話系3 書き下ろし怪談文芸競作集』 （『幽』編集部 編） メディアファクトリー 2010年 ISBN 4-840-13199-6
    - 「先輩の話」 （『冥談』収録）
- 未分類
  - 『稲生モノノケ大全 陽之巻』 （東雅夫 編） 毎日新聞社 2003年 ISBN 4-620-31649-0
    - 「武大夫木槌を得る――三次実録物語」

  - 『怪談の学校』 （怪談之怪 編） メディアファクトリー 2006年 ISBN 4-840-11497-8
    - 「礼儀正しい」

  - 『小説 こちら葛飾区亀有公園前派出所』（秋本治 原作／日本推理作家協会 監修）集英社 2007年 ISBN 4-087-80466-6／集英社文庫 2011年 ISBN 4-087-46689-2
    - 「ぬらりひょんの褌」 （『南極』収録）

  - 『文豪てのひら怪談』 （東雅夫 編） ポプラ文庫 2009年 ISBN 4-591-11104-0
    - 「蒐集者の庭（抄）」※久保竣行 名義

  - 『NOVA4 書き下ろし日本SFコレクション』 （大森望 編） 河出文庫 2011年 ISBN 4-309-41077-4
    - 「最后の祖父」

  - 『奇想天外 21世紀版 アンソロジー』 （山口雅也 編） 南雲堂 2017年 ISBN 4-523-26564-X
    - 「俺たちの俺」

  - 『森見登美彦リクエスト！ 美女と竹林のアンソロジー』（森見登美彦 編）光文社 2019年1月 ISBN 978-4-334-91259-8
    - 「竹取り」

  - 『Day to Day』（講談社 編）講談社 2021年3月 ISBN 978-4-065-21842-6
    - 「七月八日」

#### 連載中の小説
- 『猿』（『怪と幽』vol.17 2024年9月 - 連載中）

#### 連載中断小説
- 『新潮落語』
  - 「まともな小説が書けないのだから、」（『小説新潮』1999年5月号）
  - 「こんな巫山戯た小説書きやがって、」（『小説新潮』1999年10月号）
  - 「死に神remix」（『小説新潮』2002年1月号）※『京極噺六儀集』に収録

古典落語をメタな自己言及的視線により読み解くというお笑い小説。
- 『明けの破鏡（あけのはきょう）』（『KADOKAWAミステリ』1999年11月号 - 2000年7月号（6回））

江戸時代を舞台にした時代劇小説。作者が愛好する必殺シリーズの登場人物を思わせる描写がある。
- 『右の方に進むべきである』（『小説現代』2012年6月号・9月号・2013年1月号・4月号（4回））

#### 雑誌掲載短編
- 「その赤いモノ」（『幽』vol.4 2005年）

### 評論・エッセイ

#### エッセイ
- 『妖怪旅日記』 （多田克己・村上健司 共著）同朋舎 2001年 ISBN 4-8104-2728-5
- 『大極宮（たいきょくぐう）』『大極宮2』『大極宮3 コゼニ好きの野望篇』 （大沢在昌・宮部みゆき 共著/三人の公式ホームページ『大極宮』のコンテンツ『週刊大極宮』の文庫化） 角川文庫 2002年 ISBN 4-0436-1103-X / 2003年 ISBN 4-0436-1105-6 / 2004年 ISBN 4-0436-1106-4
  - 『大極宮3 コゼニ好きの野望篇』には書き下ろし掌編小説「罪と罰 第130回」が収録されている
- 『地獄の楽しみ方 17歳の特別教室』講談社 2019年 ISBN 978-4-06-517384-8
  - 『地獄の楽しみ方 文庫版』講談社 2022年 ISBN 978-4-06-526809-4

#### 対談
- 『アニメ鬼太郎生誕30周年記念出版 水木しげる＆京極夏彦 ゲゲゲの鬼太郎解体新書』 講談社 1998年 ISBN 4-06-330048-X ※付録として京極の担当した『ゲゲゲの鬼太郎 言霊使いの罠！』の脚本
- 『ユリイカ 臨時増刊号 総特集 怪談』（「近代という膜が破れる時」）青土社 1998年8月 ISBN 4-7917-0035-X
- 『水木しげるの妖怪談義』 （水木しげる 著） Softgarage 2000年 ISBN 4-921068-56-9
- 『妖怪馬鹿』 （多田克己・村上健司 共著／荒井良 カバーの妖怪製作） 新潮OH!文庫 2001年 ISBN 4-10-290073-X
  - 『完全復刻 妖怪馬鹿』 新潮文庫 2008年 ISBN 978-4-10-135351-7
- 『異界談義』 （国立歴史民俗博物館 編） 角川書店 2002年 ISBN 4-04-883757-5
- 『安倍晴明公』 （晴明神社 編） 講談社 2002年 ISBN 4-06-210983-2
- 『ホラー・ジャパネスクを語る』 （東雅夫 編） 双葉社 2003年 ISBN 4-575-23469-9
- 『本格ミステリ ベスト10 2004』 （探偵小説研究会 編・著） 原書房 ISBN 4-562-03718-0
- 『怪談之怪之怪談』 （怪談之怪 編） メディアファクトリー 2003年 ISBN 4-8401-0848-X
- 『ミステリー迷宮読本』 ムックy 2003年 ISBN 4-89691-775-8
- 『京極夏彦『巷説百物語』の世界』 ムックy 2004年 ISBN 4-89691-803-7
- 『多生の縁 玄侑宗久対談集』 （玄侑宗久 著） 文藝春秋 2004年 ISBN 4-16-365730-4
- 『ゲゲゲの鬼太郎 妖怪百物語』 宝島社 2004年 ISBN 4-7966-4191-2
- 『闇夜に怪を語れば 百物語ホラー傑作選』 （東雅夫 編） 角川文庫 2005年 ISBN 4-04-359802-5
- 『対談集 妖怪大談義』 角川書店 2005年 ISBN 4-04-883925-X
  - 『対談集 妖怪大談義』 角川文庫 2008年 ISBN 978-4-04-362005-0
- 『妖怪文藝 巻之壱 モノノケ大合戦』 （東雅夫 編） 小学館文庫 2005年 ISBN 4-09-402837-4
- 『俺たちのR25時代』 （R25編集部 編） 日経ビジネス人文庫 2005年 ISBN 4-532-19317-6
- 『ホラー・ジャパネスク読本』 （東雅夫 編） 双葉文庫 2006年 ISBN 4-575-71312-0

### 日本画
国書刊行会刊、文章
- 『絵本百物語 桃山人夜話』 （竹原春泉 画／多田克己 編） 1997年 ISBN 4-336-03948-8
- 『暁斎妖怪百景』 （河鍋暁斎 画／多田克己 編） 1998年 ISBN 4-336-04083-4
- 『国芳妖怪百景』 （歌川国芳 画／悳俊彦 編・解説） 1999年 ISBN 4-336-04139-3
- 『妖怪図巻』 （多田克己 編・解説） 2000年 ISBN 4-336-04187-3
- 『北斎妖怪百景』 （葛飾北斎 画／多田克己・久保田一洋 編） 2004年 ISBN 4-336-04636-0

### その他
絵本
- 怪談えほん3『いるの いないの』 （町田尚子 絵／東雅夫 編）岩崎書店 2012年 ISBN 978-4-2650-7953-7
- 京極夏彦の妖怪えほん
  - 『うぶめ』 （井上洋介 絵／東雅夫 編）岩崎書店 2013年 ISBN 978-4-2650-7971-1
  - 『つくもがみ』 （城芽ハヤト 絵／東雅夫 編）岩崎書店 2013年 ISBN 978-4-2650-7972-8
  - 『あずきとぎ』 （町田尚子 絵／東雅夫 編）岩崎書店 2015年 ISBN 978-4-2650-7973-5
  - 『とうふこぞう』 （石黒亜矢子 絵／東雅夫 編）岩崎書店 2015年 ISBN 978-4-2650-7974-2
  - 『ことりぞ』 （山科理絵 絵／東雅夫 編）岩崎書店 2015年 ISBN 978-4-2650-7975-9
- 京極夏彦のえほん遠野物語
  - 『やまびと』 （柳田國男 原作／中川学 絵）汐文社 2016年 ISBN 978-4-8113-2252-0
  - 『まよいが』 （柳田國男 原作／近藤薫美子 絵）汐文社 2016年 ISBN 978-4-8113-2253-7
  - 『かっぱ』 （柳田國男 原作／北原明日香 絵）汐文社 2016年 ISBN 978-4-8113-2254-4
  - 『ざしきわらし』 （柳田國男 原作／町田尚子 絵）汐文社 2016年 ISBN 978-4-8113-2255-1
- 京極夏彦のえほん遠野物語 第二期
  - 『おいぬさま』 （柳田國男 原作／中野真典 絵）汐文社 2018年 ISBN 978-4-8113-2480-7
  - 『おしらさま』 （柳田國男 原作／伊野孝行 絵）汐文社 2018年 ISBN 978-4-8113-2479-1
  - 『ごんげさま』 （柳田國男 原作／軽部武宏 絵）汐文社 2018年 ISBN 978-4-8113-2481-4
  - 『でんでらの』 （柳田國男 原作／はたこうしろう絵）汐文社 2018年 ISBN 978-4-8113-2482-1
- 京極夏彦のえほん遠野物語 第三期
  - 『おまく』 （柳田國男 原作／羽尻利門 絵）汐文社 2021年 ISBN 978-4-8113-2845-4
  - 『きつね』 （柳田國男 原作／樋口佳絵 絵）汐文社 2021年 ISBN 978-4-8113-2846-1
  - 『しびと』 （柳田國男 原作／阿部海太 絵）汐文社 2021年 ISBN 978-4-8113-2847-8
  - 『ばけもの』 （柳田國男 原作／飯野和好 絵）汐文社 2021年 ISBN 978-4-8113-2848-5
- もののけdiary （石黒亜矢子 絵）岩崎書店 2024年 ISBN 978-4-265-83119-7

台本集
- 『京極噺六儀集（きょうごくばなしだいほんしゅう）』 ぴあ 2005年 ISBN 4-8356-1560-3
  - 「豆腐小僧」
  - 「狐狗狸噺」
  - 「新・死に神」
  - 「死に神remix」（三遊亭圓朝没後百周年記念） 2002年
  - 「茂山千五郎家と上演台本」
  - 「豆腐小僧」
  - 「狐狗狸噺」
  - 「茂山千之丞」
  - 「茂山千五郎」
  - 「京極噺について」
  - 「新・死に神」
  - 「巷説百物語」

妖怪研究
- 『百鬼解読 妖怪の正体とは？』 （多田克己 著／京極夏彦 画） 講談社ノベルス 1999年 ISBN 4-06-182101-6
- 『日本妖怪学大全』 （小松和彦 編） 小学館 2003年 ISBN 4-09-626208-0
- 『怪異学の技法』 （東アジア恠異学会 編） 臨川書店 2003年 ISBN 4-653-03846-5
- 『妖怪の理 妖怪の檻』 角川書店 2007年 ISBN 4-04-883984-5
  - 『文庫版 妖怪の理 妖怪の檻』 角川文庫 2011年 ISBN 978-4-04-362010-4
- 『妖怪の宴 妖怪の匣』 角川書店 2015年 ISBN 4-04-103638-0
  - 『文庫版 妖怪の宴 妖怪の匣』 角川文庫 2020年 ISBN 978-4-04-109684-0
- 『京極夏彦講演集「おばけ」と「ことば」のあやしいはなし』 文藝春秋 2021年 ISBN 978-4-16-391342-1

戯曲・脚本
- 『ゲゲゲの鬼太郎解体新書』 （水木しげる 共著） 講談社 1998年 ISBN 4-06-330048-X
  - 「ゲゲゲの鬼太郎 言霊使いの罠！」
- 『京極夏彦「怪」 『巷説百物語』のすべて』 角川書店 2000年 ISBN 4-04-883618-8
  - 「七人みさき」
- 『妖怪文藝 ＜巻之壱＞ モノノケ大合戦』 小学館文庫 2005年 ISBN 4-09-402837-4
  - 「狂言 豆腐小僧」
- 「霊の故郷（みたまのくに）」 （「怪」フォーラム in とっとり 2016 限定販売）
- 新作歌舞伎『狐花 葉不見冥府路行』（2024年、歌舞伎座「八月納涼歌舞伎」）[13]

文学
- 『綾辻行人 ミステリ作家徹底解剖』 （スニーカー・ミステリ倶楽部 編） 角川書店 2002年 ISBN 4-04-883774-5
- 『怪談の学校』 （怪談之怪 編） メディアファクトリー 2006年 ISBN 4-8401-1497-8

演劇
- 『狂言の自由 茂山逸平写真集』 （橘蓮二 撮影） 講談社文庫 2002年 ISBN 4-06-273573-3

作品集
- 『稲生モノノケ大全 陰之巻』 （東雅夫 編） 毎日新聞社 2003年 ISBN 4-620-31649-0
  - 新版『稲生物怪録』角川ソフィア文庫 2019年 ISBN 4-04-400497-8

漫画
- 『のんポリズム』 （浜口乃理子 著） 講談社 2003年 ISBN 4-06-352053-6
- 『猫田一金五郎の冒険』 （とり・みき 著） 講談社 2003年 ISBN 4-06-364515-0
- 『永井豪SAGA 作品評論集』 （ダイナミックプロ 監） 扶桑社 2003年 ISBN 4-594-04190-6
- 『妖怪幻燈』 （森野達弥 監） エムディエヌコーポレーション 2004年 ISBN 4-8443-5744-1

格言
- 『いのちの響 こころの言葉』 （いのちの響プロジェクト 編） 徳間書店 2005年 ISBN 4-19-861999-9

心霊研究
- 『新耳袋 第七夜』 （木原浩勝・中山市朗 共著） 角川文庫 2005年 ISBN 4-04-365307-7

音楽
- 『荒野の七人みさき』 （妖怪プロジェクト×全日本妖怪推進委員会） avex trax 2008年

題字
- 『化け通』（週刊ファミ通『妖怪ウォッチ』関連コラム）KADOKAWA - 命名・題字
- 『必殺仕置長屋 一筆啓上編』（原作：山田誠二、作画：木村知夫） ガイドワークス 2019年

### 水木しげる関連
- 季刊妖怪マガジン『怪』 角川書店
- 『ゲゲゲの鬼太郎解体新書』 （水木しげる 共著） 講談社 1998年 ISBN 4-06-330048-X
- 水木しげる作品選集シリーズ （水木しげる 著／京極夏彦 編） ちくま文庫
  - 『京極夏彦が選ぶ!水木しげる未収録短編集』 1999年 ISBN 4-480-03538-9
  - 『京極夏彦が選ぶ!水木しげるの奇妙な劇画集』 2001年 ISBN 4-480-03654-7
- 『ボクの一生はゲゲゲの楽園だ 1』 （水木しげる 著） 講談社 2001年 ISBN 4-06-330125-7
- Kodansha Bilingual Comicsシリーズ （水木しげる 著／京極夏彦 監／ラルフ・マッカーシー 訳） Kodansha International
  - 『ゲゲゲの鬼太郎 1 バイリンガル版』 2002年 ISBN 4-7700-2827-X
  - 『ゲゲゲの鬼太郎 2 バイリンガル版』 2002年 ISBN 4-7700-2828-8
  - 『ゲゲゲの鬼太郎 3 バイリンガル版』 2002年 ISBN 4-7700-2829-6
- 『水木しげる80の秘密』 （水木しげる、荒俣 宏、多田克己、村上健司他 共著） 角川書店 2002年 ISBN 4-04-883763-X
- 『ちりめん本 水木しげる作品集』 大屋書房 2002年
- 『水木しげるポストカード・ブックシリーズ』 （水木しげる 著／京極夏彦 編） 小学館クリエイティブ
  - 『水木しげるポストカード・ブック「妖怪名画館」』 2004年 ISBN 4-7780-3005-2
  - 『水木しげるポストカード・ブック「鬼太郎名画館」』 2004年 ISBN 4-7780-3006-0
- 『マンガ名作講義 情報センター出版局』 2005年 ISBN 4-7958-2963-2
- 『本日の水木サン 思わず心がゆるむ名言366日』 （水木しげる 著／大泉実成 編） 草思社 2005年 ISBN 4-7942-1463-4
- 『水木しげる漫画大全集』 講談社（責任監修）

### 京極夏彦トリビュート
- 『妖怪変化 京極堂トリビュート』 （あさのあつこ・西尾維新・原田眞人・牧野修・柳家喬太郎・フジワラヨウコウ・松苗あけみ・諸星大二郎・石黒亜矢子・小畑健 著） 講談社 2007年 ISBN 4-0621-4475-1
  - 作家、映画監督、落語家、漫画家など各界の執筆陣が京極作品に挑戦した意欲作。京極夏彦自身は執筆していない。

## 装幀作品

### 京極夏彦名義
- 『フリークス』 （綾辻行人 著） カッパ・ノベルス 1996年 ISBN 4-334-07186-4
- 『哲学者の密室 上』 （笠井潔 著） カッパ・ノベルス 1996年 ISBN 4-334-07197-X
- 『哲学者の密室 下』 （笠井潔 著） カッパ・ノベルス 1996年 ISBN 4-334-07198-8

### 「京極夏彦 with FISCO」名義
- 角川書店季刊妖怪マガジン『怪』
- 光文社旬刊文芸雑誌『GIALLO（ジャーロ）』
- 山口雅也著
  - 『キッド・ピストルズの慢心』 講談社 1995年 ISBN 4-06-207867-8
    - 『キッド・ピストルズの慢心』 講談社ノベルス 1999年 ISBN 4-06-182093-1
    - 『キッド・ピストルズの慢心』 講談社文庫 2000年 ISBN 4-06-273005-7

  - 『キッド・ピストルズの冒涜』 創元推理文庫 1997年 ISBN 4-488-41602-0
  - 『マザーグースは殺人鵞鳥（マーダー・グース）』 原書房 1999年 ISBN 4-562-03206-5
  - 『キッド・ピストルズの妄想』 創元推理文庫 2000年 ISBN 4-488-41603-9
  - 『13人目の探偵士』 講談社ノベルス 2002年 ISBN 4-06-182262-4
  - 『奇偶』 講談社 2002年 ISBN 4-06-182448-1
- 綾辻行人著
  - 『眼球綺譚』 集英社 1995年 ISBN 4-08-774166-4
    - 『眼球綺譚』 ノン・ノベル 1998年 ISBN 4-396-20614-3
    - 『眼球綺譚』 集英社文庫 1999年 ISBN 4-08-747097-0

  - 『フリークス』 光文社文庫 2000年 ISBN 4-334-72970-3
  - 『セッション 綾辻行人対談集』 集英社 1996年 ISBN 4-08-747123-3
    - 『セッション 綾辻行人対談集』 集英社文庫 1999年 ISBN 4-08-747123-3
- 鮎川哲也著、出版芸術社刊
  - 『名探偵・星影龍三全集―I 赤い密室』 1996年 ISBN 4-88293-124-9
  - 『名探偵・星影龍三全集―II 青い密室』 1996年 ISBN 4-88293-125-7
  - 『鬼貫警部全事件―I 碑文谷事件』 1999年 ISBN 4-88293-169-9
  - 『鬼貫警部全事件―II 不完全犯罪』 1999年 ISBN 4-88293-170-2
  - 『鬼貫警部全事件―III 夜の訪問者』 1999年 ISBN 4-88293-171-0
  - 『三番館の全事件―I 竜王氏の不吉な旅』 2003年 ISBN 4-88293-230-X
  - 『三番館の全事件―II マーキュリーの靴』 2003年 ISBN 4-88293-231-8
  - 『三番館の全事件―III クライン氏の肖像』 2003年 ISBN 4-88293-232-6
- 恩田陸著、講談社刊
  - 『三月は深き紅の淵を』 1997年 ISBN 4-06-208749-9
  - 『麦の海に沈む果実』 2000年 ISBN 4-06-210169-6
  - 『黒と茶の幻想 BLACK AND TAN FANTASY』 2001年 ISBN 4-06-211097-0
- 竹本健治著
  - 『ウロボロスの基礎論』 講談社 1995年 ISBN 4-06-207869-4
    - 『ウロボロスの基礎論』 講談社ノベルス 1997年 ISBN 4-06-181980-1

  - 『入神』 南雲堂 1999年 ISBN 4-523-51402-X
- 水木しげる著
  - 作画活動50周年記念出版原画集 妖鬼化（むじゃら）シリーズ ソフトガレージ
    - 『第1巻 日本編（北海道・東北・関東）』 1998年 ISBN 4-921068-07-0
    - 『第2巻 日本編（中部）』 1998年 ISBN 4-921068-08-9
    - 『第3巻 日本編（近畿・中国）』 1999年 ISBN 4-921068-09-7
    - 『第4巻 日本編（四国・九州・沖縄）』 1999年 ISBN 4-921068-10-0
    - 『第5巻 世界編（アジア・オセアニア・アフリカ・アメリカ）』 1999年 ISBN 4-921068-11-9
    - 『第6巻 世界編（ヨーロッパ）』 1999年 ISBN 4-921068-12-7
    - 『第7巻 世界編（東ヨーロッパ・北ヨーロッパ・中国）／悪魔編』 1999年 ISBN 4-921068-13-5
    - 『第8巻 あの世編／特別編』 1999年 ISBN 4-921068-14-3

  - 妖かしの宴シリーズ （水木しげる 監） PHP文庫版
    - 『妖かしの宴 わらべ唄の呪い』 1999年 ISBN 4-569-57350-9
    - 『妖かしの宴 2 変化』 2000年 ISBN 4-569-57461-0
    - 『妖かしの宴 3 御伽草子』 2001年 ISBN 4-569-57647-8

  - 『水木しげるの妖怪談義 ソフトガレージ』 2000年 ISBN 4-921068-56-9
  - Kodansha Bilingual Comicsシリーズ （京極夏彦 監／ラルフ・マッカーシー 訳） Kodansha International
    - 『ゲゲゲの鬼太郎 1 バイリンガル版』 2002年 ISBN 4-7700-2827-X
    - 『ゲゲゲの鬼太郎 2 バイリンガル版』 2002年 ISBN 4-7700-2828-8
    - 『ゲゲゲの鬼太郎 3 バイリンガル版』 2002年 ISBN 4-7700-2829-6
- 必殺党編、ザテレビジョン文庫版
  - 『必殺シリーズ完全闇知識 やがて愛の日が編』 2001年 ISBN 4-04-930030-3
  - 『必殺シリーズ完全闇知識 瞬間（ひととき）の愛編』 2001年 ISBN 4-04-930031-1
- 化野燐著、講談社ノベルス版
  - 『蠱猫（こねこ）』 2005年 ISBN 4-06-182421-X
  - 『白澤（はくたく）』 2005年 ISBN 4-06-182428-7
  - 『渾沌王（こんとんおう）』 2005年 ISBN 4-06-182439-2
  - 『件獣（くだんじゅう）』 2006年 ISBN 4-06-182474-0
- 大塚英志著
  - 『人身御供論―通過儀礼としての殺人』 2002年 角川文庫 ISBN 978-4-04-419111-5
  - 『くもはち（小説版）』 2005年 角川文庫 ISBN 978-4-04-419120-7
  - 『くもはち（漫画版）』 2005年 カドカワコミックスエース ISBN 978-4-04-713781-3
- その他
  - 『長い長い殺人』 （宮部みゆき 著） カッパ・ノベルス 1997年 ISBN 4-334-07236-4
  - 『崩れる 結婚にまつわる八つの風景』 （貫井徳郎 著） 集英社 1997年 ISBN 4-08-774279-2
    - 『崩れる 結婚にまつわる八つの風景』 （貫井徳郎 著） 集英社文庫 2000年 ISBN 4-08-747217-5

  - 『小説・読書生活』 （関戸克己 著） 国書刊行会 2003年 ISBN 4-336-04563-1

### 「京極夏彦+坂野公一」名義
- 『暗黒館の殺人 上』 （綾辻行人 著） 講談社ノベルス 2004年 ISBN 4-06-182388-4
- 『暗黒館の殺人 下』 （綾辻行人 著） 講談社ノベルス 2004年 ISBN 4-06-182389-2

## 作品提供

### テレビドラマ
- 『幻想ミッドナイト』 第10話 「目目連（もくもくれん）」 1997年 （テレビ朝日系列放送・製作、東映製作、井坂 聡監督）
- WOWOW放送、C.A.L製作、松竹発売・販売、酒井信行監督
  - 『京極夏彦「怪」七人みさき（しちにんみさき）』 2000年
  - 『京極夏彦「怪」隠神だぬき（いぬがみだぬき）』 2000年
  - 『京極夏彦「怪」赤面ゑびす（あかづらえびす）』 2000年
  - 『京極夏彦「怪」福神ながし（ふくじんながし）』2000年
- 『世にも奇妙な物語 春の特別編』 「厭な子供」 2001年 （フジテレビ系列放送、共同テレビ製作、佐藤祐市監督）
- WOWOW放送・製作、松竹発売・販売、堤幸彦監督
  - 『巷説百物語 狐者異（こわい）』 2005年
  - 『巻説百物語 飛縁魔（ひのえんま）』 2006年
- 『世にも奇妙な物語 20周年スペシャル・秋 〜人気作家競演編〜』「厭な扉」 （2010年10月4日（月） 21時から23時18分放送 主演：江口洋介、脚本：正岡謙一郎、演出：佐藤祐市 原作：「厭な小説」祥伝社所載）

### 映画
- 『京極夏彦「怪」七人みさき（しちにんみさき）』 2000年 （松竹公開・発売・販売、C.A.L製作、酒井信行監督）
- 『嗤う伊右衛門 Eternal Love 2004年』 （東宝公開、角川映画発売、角川エンタテインメント販売、蜷川幸雄監督）
- 『姑獲鳥の夏 2005年』（日本ヘラルド映画公開、ジェネオン エンタテインメント発売・販売、実相寺昭雄監督）
- 『魍魎の匣』 2007年 （原田眞人監督）

### 舞台
- 劇団てぃんか〜べる
  - 『魍魎の匣』 1999年
  - 『小袖の手・鬼一口』 2002年
- 劇団あぁルナティックシアター
  - 『南極（人）』 2009年 2010年

### テレビアニメ
- 『京極夏彦 巷説百物語』 2003年 （中部日本放送・キッズステーション放送、東宝発売・販売、殿勝秀樹監督）[14]
- 『魍魎の匣』 2008年[15]
- 『中禅寺先生物怪講義録 先生が謎を解いてしまうから。』 2025年 （熊野千尋監督）※Founderとしてクレジット。10話ではキャメオ出演している。[16]

### 劇場アニメ
- 『ルー=ガルー』2010年 （藤咲淳一監督）
- 『豆富小僧』2011年 （杉井ギサブロー監督）

### ラジオドラマ
- 『京極夏彦ラジオドラマ 『百器徒然袋』』 2006年〜2007年 （ABCラジオをキーステーションとして放送）

### 漫画
角川書店刊
- 『漫画・巷説百物語』 2001年 ISBN 4-04-853306-1 （森野達弥 画）
- 『漫画・嗤う伊右衛門』 2006年 ISBN 4-04-853921-3 （しかくの 画）
- 『魍魎の匣』 2007年夏〜2010年春まで『コミック怪』で連載 （志水アキ 画）
- 『百器徒然袋』 2009年秋より『コミック怪』で連載開始 （志水アキ 画）
- 『狂骨の夢』 2010年夏〜2012年秋『コミック怪』で連載 （志水アキ 画）
- 『姑獲鳥の夏』 2014年 『コミック怪』で連載 （志水アキ 画）

徳間書店刊
- 『ルー=ガルー』 （樋口彰彦 画、月刊COMICリュウ掲載）

リイド社刊
- 『巷説百物語』『続巷説百物語』全4巻、2011年1月現在『コミック乱』にて『後巷説百物語』不定期連載中（日高建男作画）

### 演芸
- 『京極噺』 2005年
  - 講談 『巷説百物語』 神田山陽
  - 狂言 『新・死神』 茂山千五郎家
  - 落語 『死神』 春風亭小朝
- 『小朝・茂山・昇太の京極噺』
  - 落語 『京極夏彦改作落語』 春風亭小朝
  - 狂言 『京極夏彦新作狂言「新・死に神」』 茂山千五郎家
  - 落語 『新釈「妖怪噺」』 春風亭昇太

## 出演作品

### テレビドラマ
- 京極夏彦「怪」（2000年） - 京極亭 役
- 巷説百物語 狐者異（2005年） - 八卦見 役

### 映画
- 京極夏彦「怪」七人みさき（2000年） - 京極亭 役
- アナザヘヴン（2000年） - コメンテーター 役※綾辻行人と友情出演
- 姑獲鳥の夏（2005年） - 水木しげる（傷痍軍人） 役
- 妖怪大戦争（2005年） - 神ン野悪五郎 役
- ゲゲゲの鬼太郎 千年呪い歌（2008年） - 鬼道衆頭目 役

### オリジナルDVD
- 妖奇怪談全集（2002年）- ナレーション※音響効果・編集も担当
- 新怪談残虐非道 女刑事と裸体解剖鬼（2003年）- ナレーション※効果・音響も担当
- 新怪談裸女大虐殺 化け猫魔界少女拳（2005年）- 語り※音効・編集も担当
- 山田誠二の新・怪談（2008年）- 語り※音効・編集も担当
- 新怪談必殺地獄少女拳 吸血ゾンビと妖怪くノ一大戦争（2009年） - ナレーター※音効・編集も担当

### テレビアニメ
- ゲゲゲの鬼太郎（第4作）第101話「言霊使いの罠!」（1997年） - 一刻堂 役※脚本も担当
- 京極夏彦 巷説百物語[14]（2003年） - 京極亭 役
- 墓場鬼太郎第10話「ブリガドーン」（2008年） - トムポ 役
- 魍魎の匣第12話「脳髄の事」（2008年） - 黒衣の男（殺し屋）役
- 中禅寺先生物怪講義録 先生が謎を解いてしまうから。　第10話「ブラウニーのいたずら/サロメの首」（2025年）-川島新造役

### 劇場アニメ
- 金田一少年の事件簿2 殺戮のディープブルー（1999年） - 藍沢浩一 役
- ブレイブ ストーリー（2006年） - トローン 役
- 劇場版 ゲゲゲの鬼太郎 日本爆裂!!（2008年） - 天狗ポリス 役

### ゲーム
- UNDERCOVER AD2025 Kei（1999年）

### ラジオ
- 京極夏彦ラジオドラマ 『百器徒然袋』 - 榎木津幹麿 役
- 「怪」ラヂヲ〜妖怪の周辺〜（TBSラジオ）
- バッカみたい、聴いてランナイ!（エフエム東京）
- 東京ガベージコレクション（エフエム東京）
- 東京イヤーワックスショウ（2018年7月2日、エフエム東京）

### テレビ番組
- 土曜ソリトン SIDE-B（1996年1月20日、NHK教育テレビ）
- さくや妖怪伝スペシャル〜京都不思議寺巡り〜（2000年8月12日、日本テレビ系列）
- 知ってるつもり?!（2000年8月20日、日本テレビ系列）
- ニュースステーション（2000年9月8日、テレビ朝日系列）
- いのちの響（2001年10月21日、TBS系列）
- トップランナー（2002年2月7日、NHK総合テレビ）
- アナザーヒーロー（2003年10月19日、フジテレビ系列）
- 世界一受けたい授業（2005年1月22日、日本テレビ系列）
- スタジオパークからこんにちは（2005年7月13日、NHK総合テレビ）
- 爆笑問題のススメ（2005年7月29日、日本テレビ系列）
- 生活ほっとモーニング（2005年8月5日、NHK総合テレビ）
- 妖怪水木しげるのゲゲゲ幸福論（2006年3月18日、BSジャパン）
- 週刊ブックレビュー（2007年6月3日、NHK衛星第2テレビ）
- ザ・ベストハウス123（2008年7月16日、フジテレビ系列）
- 知って得する新生活 驚き!!ネット活用法 （2010年5月30日、TBS系列）
- 講談社リブラリアンの書架（2011年10月17日、AXNミステリー）
- オデッサの階段（2013年2月21日、フジテレビ系列）
- 王様のブランチ（2013年4月27日、TBS系列）
- 開運!なんでも鑑定団（2015年2月24日、テレビ東京系列）
- 櫻井有吉アブナイ夜会（2016年3月3日、TBS系列）
- 〜新番組を現場検証〜 おじゃましま〜す（2016年7月6日、テレビ東京系列）
- クローズアップ現代+（2017年1月5日、NHK総合テレビ）
- SWITCHインタビュー 達人達「佐野史郎×京極夏彦」（2020年11月21日、NHK Eテレ）

### 大沢オフィス関連
- 大極宮
- 大沢在昌
- 宮部みゆき

### 妖怪関連
- 水木しげる
- 荒俣宏
- 多田克己
- 村上健司
- 小松和彦
- 化野燐（あだしの りん）
- 荒井良
- 東雲騎人（しののめ きじん）
- 鳥山石燕

### 怪談関連
- 東雅夫
- 木原浩勝
- 中山市朗